# Temporada 1968-69 de los Atlanta Hawks
La temporada 1968-69 fue la primera de los Atlanta Hawks en la NBA en su nueva ubicación, la vigésima en la liga y la vigésimo tercera desde su fundación. La temporada regular acabó con 48 victorias y 34 derrotas, ocupando el segundo puesto de la División Oeste, logrando clasificarse para los playoffs, cayendo en las finales de división ante Los Angeles Lakers.

## Elecciones en elDraft
| Ronda | Puesto | Jugador       | Posición | Nacionalidad   | Universidad     |
| ----- | ------ | ------------- | -------- | -------------- | --------------- |
| 1     | 13     | Skip Harlicka | Base     | Estados Unidos | South Carolina  |
| 10    | 131    | Dwight Waller | Alero    | Estados Unidos | Tennessee State |

## Temporada regular
| División Oeste           | División Oeste | División Oeste | División Oeste | División Oeste | División Oeste | División Oeste | División Oeste | División Oeste |
| Equipo                   | G              | P              | %              | PD             | Casa           | Fuera          | Neutral        | Div            |
| ------------------------ | -------------- | -------------- | -------------- | -------------- | -------------- | -------------- | -------------- | -------------- |
| x-Los Angeles Lakers     | 55             | 27             | .671           | –              | 32–9           | 21–18          | 2–0            | 30–10          |
| x-Atlanta Hawks          | 48             | 34             | .585           | 7              | 28–12          | 18–21          | 2–1            | 26–14          |
| x-San Francisco Warriors | 41             | 41             | .500           | 14             | 22–19          | 18–21          | 1–1            | 20–20          |
| x-San Diego Rockets      | 37             | 45             | .451           | 18             | 25–16          | 8–25           | 4–4            | 20–20          |
| Chicago Bulls            | 33             | 49             | .402           | 22             | 19–21          | 12–25          | 2–3            | 19–21          |
| Seattle SuperSonics      | 30             | 52             | .366           | 25             | 18–18          | 6–29           | 6–5            | 15–23          |
| Phoenix Suns             | 16             | 66             | .195           | 39             | 11–26          | 4–28           | 1–12           | 8–30           |

## Playoffs

### Semifinales de División
Atlanta Hawks vs. San Diego Rockets 
| Fecha       | Partido                                  | Ciudad    |
| ----------- | ---------------------------------------- | --------- |
| 27 de marzo | Atlanta Hawks 107, San Diego Rockets 98  | Atlanta   |
| 29 de marzo | Atlanta Hawks 116, San Diego Rockets 114 | Atlanta   |
| 1 de abril  | San Diego Rockets 104, Atlanta Hawks 97  | San Diego |
| 4 de abril  | San Diego Rockets 114, Atlanta Hawks 112 | San Diego |
| 6 de abril  | Atlanta Hawks 112, San Diego Rockets 101 | Atlanta   |
| 7 de abril  | San Diego Rockets 106, Atlanta Hawks 108 | San Diego |
|             | Atlanta Hawks gana las series 4-2        |           |

### Finales de División
Los Angeles Lakers vs. Atlanta Hawks
| Fecha       | Partido                                   | Ciudad      |
| ----------- | ----------------------------------------- | ----------- |
| 11 de abril | Los Angeles Lakers 95, Atlanta Hawks 93   | Los Ángeles |
| 13 de abril | Los Angeles Lakers 104, Atlanta Hawks 102 | Los Ángeles |
| 15 de abril | Atlanta Hawks 99, Los Angeles Lakers 86   | Atlanta     |
| 17 de abril | Atlanta Hawks 85, Los Angeles Lakers 100  | Atlanta     |
| 20 de abril | Los Angeles Lakers 104, Atlanta Hawks 96  | Los Ángeles |
|             | Los Angeles Lakers gana las series 4-1    |             |

## Estadísticas
| Rk | Jugador         | Edad | P  | PT | MP   | TC  | TCI  | %TC  | TL  | TLI | %TL  | RB   | AS  | FP  | PTS  |
| -- | --------------- | ---- | -- | -- | ---- | --- | ---- | ---- | --- | --- | ---- | ---- | --- | --- | ---- |
| 1  | Bill Bridges    | 29   | 80 |    | 36.6 | 4.4 | 9.7  | .453 | 3.0 | 4.4 | .677 | 14.2 | 3.7 | 3.6 | 11.8 |
| 2  | Zelmo Beaty     | 29   | 72 |    | 35.8 | 8.2 | 17.4 | .470 | 5.1 | 7.0 | .731 | 11.1 | 1.8 | 3.8 | 21.5 |
| 3  | Lou Hudson      | 24   | 81 |    | 35.4 | 8.8 | 18.0 | .492 | 4.2 | 5.4 | .777 | 6.6  | 2.7 | 3.1 | 21.9 |
| 4  | Joe Caldwell    | 27   | 81 |    | 33.6 | 6.9 | 13.7 | .507 | 2.0 | 3.7 | .537 | 3.7  | 4.0 | 2.9 | 15.8 |
| 5  | Walt Hazzard    | 26   | 80 |    | 30.3 | 4.3 | 10.9 | .397 | 2.6 | 3.7 | .707 | 3.3  | 5.9 | 3.3 | 11.2 |
| 6  | Don Ohl         | 32   | 76 |    | 26.3 | 5.1 | 11.9 | .427 | 1.9 | 2.7 | .707 | 2.2  | 2.9 | 3.1 | 12.1 |
| 7  | Paul Silas      | 25   | 79 |    | 23.5 | 3.1 | 7.3  | .419 | 2.6 | 4.2 | .613 | 9.4  | 1.8 | 2.1 | 8.7  |
| 8  | Jim Davis       | 27   | 78 |    | 17.5 | 3.4 | 7.3  | .467 | 2.0 | 3.0 | .667 | 6.8  | 1.2 | 3.1 | 8.8  |
| 9  | Richie Guerin   | 36   | 27 |    | 17.5 | 1.7 | 4.1  | .423 | 2.1 | 2.7 | .770 | 2.2  | 3.7 | 2.4 | 5.6  |
| 10 | George Lehmann  | 26   | 11 |    | 12.5 | 2.4 | 6.1  | .388 | 0.7 | 1.1 | .667 | 0.8  | 2.5 | 1.6 | 5.5  |
| 11 | Skip Harlicka   | 22   | 26 |    | 8.4  | 1.6 | 3.5  | .456 | 0.9 | 1.2 | .774 | 0.6  | 1.4 | 1.1 | 4.1  |
| 12 | Dennis Hamilton | 24   | 25 |    | 5.6  | 1.5 | 2.7  | .552 | 0.1 | 0.2 | .400 | 1.2  | 0.3 | 0.8 | 3.0  |
| 13 | Dwight Waller   | 23   | 11 |    | 2.6  | 0.2 | 0.8  | .222 | 0.3 | 0.6 | .429 | 0.9  | 0.1 | 0.7 | 0.6  |

## Galardones y récords
| Jugador      | Galardón                               |
| Bill Bridges | 2.º Mejor quinteto defensivo de la NBA |
| Lou Hudson   | All-Star                               |
| Joe Caldwell | All-Star                               |